# چیکو (واشینگتن)
چیکو (به انگلیسی: Chico) یک منطقهٔ مسکونی در ایالات متحده آمریکا است که در شهرستان کیتساپ، واشینگتن واقع شده‌است. چیکو ۲٬۲۵۹ نفر جمعیت دارد.